# Brunswick (Nowy Jork)
Brunswick – miasto w Stanach Zjednoczonych, w stanie Nowy Jork, w hrabstwie Rensselaer.